# Rome2rio
Rome2Rio是一個旅遊交通路線方案的搜索引擎，整合了航空、火車、公車及渡輪的交通資訊 ，使用者透過輸入起迄兩點搜尋其資料庫，進而比較每個建議路線的成本。 Rome2Rio以地圖的界面展示建議路線。 其總部設在澳大利亞墨爾本，在2011年4月上線。

## 發展歷史
Rome2Rio由兩位前微軟軟件工程師伯恩哈德·特斯徹倫（Bernhard Tschirren）和麥可·卡梅倫（Michael Cameron）所創辦。2011年2月Rome2Rio榮獲墨爾本 Azure Bizspark Camp。 Rome2Rio的 beta 版於2011年4月7日正式啟動運作。

## 外部連結
- Rome2Rio 官方網站（页面存档备份，存于）
- Rome2Rio 查詢到各城市旅遊的飛機、火車、巴士交通轉乘票價、飯店訂房資訊 | 免費資源網路社群（页面存档备份，存于）